# Gesellschaft mit beschränkter Haftung (Österreich)
Die österreichische Gesellschaft mit beschränkter Haftung (abgekürzt meist GmbH, früher auch oft GesmbH bzw. Ges.m.b.H.) ist eine juristische Person des Privatrechts  und zählt zur Gruppe der Kapitalgesellschaften.

## Rechtsgrundlagen
Zentrale Rechtsquelle ist das Gesetz vom 6. März 1906 über Gesellschaften mit beschränkter Haftung (GmbH-Gesetz – kurz GmbHG). 
Daneben finden sich in einigen weiteren Gesetzen wichtige Regelungen, so z. B. zur Spaltung (SpaltG), zur Umwandlung (UmwG) oder zur nominellen Kapitalerhöhung (KapBG).

## Allgemeines
Im GmbHG findet sich keine Legaldefinition dieser Rechtsform. Charakteristisch für die GmbH ist, dass ihre Gesellschafter mit Stammeinlagen am Stammkapital beteiligt sind und für diese Einlageleistung Geschäftsanteile erhalten. Darüber hinaus treffen sie grundsätzlich keine weiteren vermögensrechtlichen Pflichten und sie haften grundsätzlich nicht für Gesellschaftsverbindlichkeiten. Sie ist nach dem Einzelunternehmen die in Österreich am häufigsten gewählte Rechtsform und vor allem in Klein- und Mittelunternehmen sehr beliebt. Als juristische Person ist sie rechtsfähig und kann daher eigenes Vermögen besitzen, Vertragspartnerin sein und kann sowohl klagen als auch geklagt werden. Anders als Personengesellschaften (Offene Gesellschaft (OG), Kommanditgesellschaft etc.) ist sie Unternehmerin kraft Rechtsform und besitzt daher unabhängig vom tatsächlichen Betrieb eines Unternehmens Unternehmereigenschaft.
Jede GmbH muss zwingend über eine Generalversammlung und eine Geschäftsführung verfügen. Ein Aufsichtsrat ist nur in wenigen Fällen zwingend, kann aber freiwillig eingerichtet werden.

## Gründung
Bei der Gründung werden der Errichtungs- und der Entstehungszeitpunkt unterschieden. Die Phase dazwischen wird als Gründungsphase bezeichnet. Mit Eintragung der GmbH in das Firmenbuch (sogenannte Entstehung, die Eintragung wirkt konstitutiv, d. h. rechtsbegründend) ist die Gründung abgeschlossen. Die GmbH kann zu jedem gesetzlich zulässigen Zweck gegründet werden (§ 1 GmbHG). Die konkrete Tätigkeit, mit der dieser Zweck erreicht werden soll, muss erlaubt sein und darf nicht einer anderen Rechtsform vorbehalten sein.
Verfolgt die GmbH ideelle Ziele, kann diese auch den Status der Gemeinnützigkeit beantragen (gGmbH). Ähnlich wie beim Verein können neben den Tätigkeiten für ideelle Zwecke auch unentbehrliche oder entbehrliche Hilfsbetriebe geführt werden.

## Errichtung der GmbH
Unter Errichtung der Gesellschaft versteht man den Zeitpunkt des Abschlusses des Gesellschaftsvertrages (bei der Aktiengesellschaft als Satzung bezeichnet, umgangssprachlich aber auch für GmbH-Gesellschaftsverträge verwendet) durch die Gesellschafter. Wird die GmbH nur durch eine Person errichtet, so spricht man von einer Errichtungserklärung (vgl. § 3 GmbHG). Der Abschluss eines Gesellschaftsvertrags bzw. die Erklärung über die Errichtung der Gesellschaft bei einer 1-Personen-Gründung bedarf der notariellen Beurkundung (§ 4 GmbHG). Den gesetzlichen Mindestinhalt legt § 4 GmbHG fest, danach hat der Vertrag bzw. die Erklärung zumindest folgendes zu regeln:
- Die Firma und den Sitz der Gesellschaft
- den Gegenstand des Unternehmens
- die Höhe des Stammkapitals. Dieses muss mindestens 35.000 EUR betragen  (§ 6 GmbHG) Jedoch kann bei der Gründung im Gesellschaftsvertrag eine Gründungsprivilegierung in Anspruch genommen werden, sodass das Stammkapital nur mindestens 10.000 EUR beträgt. Diese Gründungsprivilegierung ist auf 10 Jahre befristet, danach muss das Stammkapital mindestens 35.000 EUR erreichen. (§ 10b GmbHG)
- den Betrag der von jedem Gesellschafter auf das Stammkapital zu leistenden Einlage (Stammeinlage)

In der Satzung können weitere Regelungen aufgenommen werden, so zum Beispiel
- zur Geschäftsführung und Vertretung
- zur Generalversammlung
- zur Beschlussfassung der Gesellschafter
- zur Gewinnverwendung und
- zu Aufgriffsrechten für Geschäftsanteile
- sowie Minderheitenrechte

## Entstehung der GmbH
Mit Abschluss des Gesellschaftsvertrages gelangt die Gesellschaft in das Gründungsstadium. In dieser Zeit hat zu erfolgen:
- Bestellung des ersten Geschäftsführers, sofern dies nicht bereits im Gesellschaftsvertrag erfolgt ist
- Leistung der Einlagen
  - Bei Bareinlagen muss zumindest ein Viertel des Betrages geleistet werden, insgesamt jedoch mindestens 17.500 EUR (§ 10 GmbHG). Bei Gründungsprivilegierung (siehe oben) müssen mindestens 5.000 EUR bar eingezahlt werden und Sacheinlagen sind nicht zulässig. (§ 10b GmbHG)
  - Sacheinlagen sind sofort und in vollem Umfang zu leisten (§ 10 GmbHG)
- Anmeldung der GmbH zum Firmenbuch beim Firmenbuchgericht durch sämtliche Geschäftsführer. Dem Firmenbuchgesuch sind beizulegen:
  - Gesellschaftsvertrag in notarieller Ausfertigung,
  - Bestellungsbeschluss der Geschäftsführer (soweit nicht bereits im Gesellschaftsvertrag erfolgt)
  - Musterzeichnungen der Geschäftsführer
  - Erklärung der Geschäftsführer über die geleisteten Einlagen (sogenannte § 10-Erklärung)
  - Bankbestätigung über die Einzahlung der bar zu leistenden Einlagen
  - Unbedenklichkeitsbescheinigung des Finanzamts

Mit der Eintragung in das Firmenbuch entsteht die GmbH (konstitutive Eintragung, § 2 GmbHG).
Bei Eintragung einer GmbH mit zwei Gesellschaftern und einem Geschäftsführer fallen 31 Euro Eingabe- und 272 Euro Eintragungsgebühren an. Diese Gebühren entfallen, wenn das Neugründungsförderungsgesetz anwendbar ist.

## Organisation

### Geschäftsführer
Die GmbH muss zumindest einen Geschäftsführer haben. Der Geschäftsführer muss eine natürliche, handlungsfähige Person sein (§ 15 GmbHG). Geschäftsführer können durch Beschluss der Gesellschafter oder schon im Gesellschaftsvertrag bestellt werden, in bestimmten Fällen kommt auch eine Bestellung durch das Gericht in Betracht (sogenannte Notgeschäftsführer, § 15a GmbHG).
Der Geschäftsführer ist das zentrale Geschäftsführungs- und Vertretungsorgan der GmbH. Sind mehrere Personen zu Geschäftsführern bestellt, so üben sie die Geschäftsführung und Vertretung gemeinsam aus, außer der Gesellschaftsvertrag sieht anderes vor (§ 21 GmbHG). Sie haben die durch das Gesetz oder die Satzung übertragenen Pflichten zu erfüllen und sind an Weisungen der Gesellschafter gebunden. Die Geschäftsführer haben bei ihrer Geschäftsführung die Sorgfalt eines ordentlichen Geschäftsmannes anzuwenden (§ 25 GmbHG), andernfalls haften sie der Gesellschaft für einen entstandenen Schaden.

### Aufsichtsrat
Ein Aufsichtsrat muss bei der GmbH nur in wenigen Fällen (§ 29 GmbHG) gebildet werden, insbesondere wenn
- das Stammkapital 70.000 Euro übersteigt und mehr als 50 Gesellschafter beteiligt sind oder
- die Zahl der Arbeitnehmer 300 übersteigt.

Ein Aufsichtsrat kann aber freiwillig eingerichtet werden.
Wird ein Aufsichtsrat gebildet, so hat er zumindest aus drei Kapitalvertretern zu bestehen (§ 30 GmbHG). Des Weiteren sind in betriebsratspflichtigen Betrieben zumindest zwei Arbeitnehmervertreter zu entsenden (§ 110 ArbVG). Die Aufsichtsratsmitglieder müssen natürliche, handlungsfähige Personen sein und dürfen nicht gleichzeitig Geschäftsführer in derselben Gesellschaft oder einem Tochterunternehmen sein (§ 30a GmbHG).
Die Kapitalvertreter werden durch Gesellschafterbeschluss gewählt (§ 30b GmbHG). Möglich sind aber auch in der Satzung festgelegte Entsendungsrechte einzelner Gesellschafter (§ 30c GmbHG) sowie eine Bestellung durch das Gericht in bestimmten Fällen (§ 30d GmbHG).
Der Aufsichtsrat ist das zentrale Kontrollorgan der GmbH. Primäre Aufgabe ist daher vor allem die Überwachung der Geschäftsführung. Außerdem prüft der Aufsichtsrat den Jahresabschluss, vertritt die GmbH bei Rechtsstreitigkeiten mit Geschäftsführern und soll vom Geschäftsführer bei bestimmten Geschäften um Zustimmung gefragt werden (§ 30j GmbHG).

### Generalversammlung
Die Generalversammlung ist das allgemeine Willensbildungsorgan der GmbH. Sie besteht aus der Gesamtheit der Gesellschafter und entscheidet mittels Beschlüssen (§ 34 GmbHG), für die i. d. R. einfache Mehrheit (50 % + 1 Stimme; § 39 GmbHG) genügt. Zur Beschlussfassung sind ihr vor allem die in (§ 35 GmbHG) genannten Gegenstände zugewiesen:
- Prüfung und Feststellung des Jahresabschlusses
- Einforderung noch ausstehender Stammeinlagen
- Geltendmachung von Ersatzansprüchen der Gesellschaft gegen Geschäftsführer und Aufsichtsratsmitglieder
- Abschluss von Verträgen mit einer Vergütung von mehr als 20 % des Stammkapitals (sogenannte Großinvestitionen)
- Bestellung/Abberufung von Geschäftsführern (§ 15 GmbHG)
- Bestellung/Abberufung von Aufsichtsratsmitgliedern (§ 30b GmbHG)
- Änderungen des Gesellschaftsvertrages (§ 49 GmbHG), hier ist 3/4-Mehrheit erforderlich (vgl. § 50 GmbHG)

Stimmberechtigt ist jeder Gesellschafter, der in das Firmenbuch eingetragen ist (§ 78 GmbHG). Auf je zehn Euro einer übernommenen Stammeinlage fällt eine Stimme, sofern im Gesellschaftsvertrag keine andere Regelung getroffen wurde (§ 39 GmbHG).

## Rechte und Pflichten der Gesellschafter
Mit jedem Geschäftsanteil sind Gesellschafterrechte und -pflichten verbunden. Über seinen Geschäftsanteil kann der Gesellschafter grundsätzlich frei verfügen, sofern der Gesellschaftsvertrag nichts anderes bestimmt (sogenannte Vinkulierung, § 76 GmbHG). Die Übertragung von GmbH-Anteilen unter Lebenden bedarf eines österreichischen Notariatsaktes (§ 76 GmbHG). Dies gilt für das Verpflichtungs- und das Verfügungsgeschäft. Auch bei Zerlegung des Geschäfts in Angebot  und Annahme ist diese Form für beide Rechtsakte einzuhalten.

### Rechte
Das zentrale Vermögensrecht der Gesellschafter ist ihr Anteil am Jahresüberschuss. Sie haben Anspruch auf den auf ihre jeweilige Beteiligung fallenden Teile des Jahresgewinns, sofern die Gewinnverteilung in der Satzung nicht von einem Gesellschafterbeschluss abhängig gemacht wird und diese anderes beschließen (§ 82 GmbHG). Hinzu kommen bestimmte (Mit-)Verwaltungsrechte wie Teilnahme-, Auskunfts- und Stimmrecht in der Generalversammlung.

### Pflichten
Die Hauptverpflichtung jedes Gesellschafters ist die Leistung seiner Stammeinlage (§ 63 GmbHG). Leistet ein Gesellschafter seine Einlage nicht, so kann er unter bestimmten Voraussetzungen aus der Gesellschaft ausgeschlossen werden (sogenannte Kaduzierung, § 66 ff. GmbHG). In der Satzung könnte ausdrücklich eine Nachschussverpflichtung vorgesehen werden; ob ohne solche Satzungsbestimmung eine gesetzliche Nachschusspflicht besteht, ist nicht eindeutig. Weitere vermögensrechtliche Pflichten treffen ihn grundsätzlich nicht, insbesondere haftet er nur in seltenen Fällen für Gesellschaftsverbindlichkeiten (sogenannte Haftungsprivileg; § 61 GmbHG). Insofern ist die Bezeichnung "Gesellschaft mit beschränkter Haftung" eine Fehlbezeichnung: Die Gesellschaft selbst haftet mit ihrem gesamten Vermögen, während die Gesellschafter nach Leistung ihrer Einlage gar nicht haften. Beschränkt haftet daher nur der Gesellschafter und zwar mit seiner Einlage und nicht mit seinem Privatvermögen.

## Beendigung der Gesellschaft
Die Beendigung  der GmbH läuft in mehreren Schritten ab. Zunächst bedarf es eines Auflösungsgrundes. Liegt dieser vor, tritt die GmbH in das Abwicklungsstadium (Liquidation, § 89 ff. GmbHG). Wurden alle Geschäfte beendet und das Vermögen verteilt, erfolgt die Löschung aus dem Firmenbuch (§ 95 GmbHG). Erst mit dieser Löschung und der Beendigung der Geschäfte endet die rechtliche Existenz der GmbH.
An Auflösungsgründen nennt § 84 GmbHG u. a.:
- Ablauf der im Gesellschaftsvertrag bestimmten Zeit
- Beschluss der Gesellschafter
- Eröffnung eines Insolvenzverfahrens

Mit Vorliegen eines Auflösungsgrundes ändert die Gesellschaft ihren Zweck und wird von einer werbenden Gesellschaft zu einer Abwicklungsgesellschaft. In der Liquidation werden die Geschäfte der GmbH beendet, Gläubigerforderungen befriedigt und das Restvermögen unter den Gesellschaftern verteilt. Diese Tätigkeiten übernehmen die Geschäftsführer als Liquidatoren, sofern der Gesellschaftsvertrag nicht anderes bestimmt oder die Gesellschafter durch Beschluss andere Personen auswählen.